# Ángela T. Leiva Sánchez
Ángela Teresita Leiva Sánchez (10 de noviembre de 1948-3 de junio de 2014) fue una botánica y fitogeógrafa cubana. En 1980 obtuvo una licenciatura en Ciencias biológicas, en la Universidad de La Habana, y en esa misma alta casa de estudios, el doctorado, en 1990.
Desarrolla actividades académicas en la Facultad de Biología de la Universidad de La Habana. Ha trabajado con el Jardín Botánico Nacional de Cuba, en La Habana, accediendo al cargo de directora en 1972. Ha realizado expediciones botánicas por la isla.
Es coeditora de la Revista del Jardín Botánico de Cuba.

## Algunas publicaciones
- 2002. Los Jardines Botánicos como atractivo turístico. PARJAB 3-8 (5)
- esperanza Peña García, Ángela t. Leiva Sánchez, pedro i. López García, julio c. Lazcano Lara. 2001. Contribuciones a la conservación de especies cubanas amenazadas y ecosistemas.
- 2000. Checklist of Cuban Palms. Journal of the International Palm Society 44 (2):69-84
- 2000. Lista taxonómica actualizada de las Palmas de Cuba. Revista Jard. Bot. Nac. Univ. Habana. 21(1): 3-7
- 1991. Gaussia spirituana Moya et Leiva, sp. nov.: una nueva palma de Cuba Central. Revista Jard. Bot. Nac. (La Habana) vol. XII
- 1990. La distribución del género Dendrophthora en Cuba. Revista Jard. Bot. Nac. (La Habana) 11 (1):23-39
- 1969. Efecto del látex de Euphorbia subsalsata Hiern sobre el crecimiento in vitro de cultivos de tejidos de zanahoria. Revista Ciencias, Ser. Botánica

### Libros
- 2001. Cuba y sus Palmas. Ed. Gente Nueva. La Habana
- 1999. Las palmas en Cuba. Ed. Científico Técnica. La Habana
- Ángela t. Leiva Sánchez, rosalina e. Berazaín Iturralde. 1992. Eremolepidaceae. Flora de la República de Cuba. Ed. Academia de Ciencias de Cuba. 80 pp.

### Capítulos de libros
- 1992. Origin, Evolution and Diversity on Cuban Plant Genetic Resources. En Hammer K., M. Esquivel y H. Knupffer, eds. Institut fur Plflanzengenetik und Kulturpflanzenforschung Gatersleben, Alemania
- Cuba. 1989. En: Floristic Inventory of Tropical Countries. Campbell, D.G. and Hammond, H.D. eds. New York Botanical Garden. pp. 315-335

## Honores

### Miembro de
- Cofundadora de la Sociedad Cubana de Ciencias Biológicas y Presidenta de la Sección de Botánica desde 1979 hasta 1988.
- Sociedad Cubana de Botánica.
- Asociación Latinoamericana de Botánica, desde 1989.
- Tribunal Permanente de Grados Científicos en Ciencias Biológicas, hasta 1993.
- Consejo Científico Universitario desde su creación hasta 1988, y reelecta en 1992.
- Comité Cubano de la IUBS y de RELAB.
- Comisión M.A.B. cubana (UNESCO).
- International Advisory Council BGCI.
- Consejo Científico Superior de la Academia de Ciencias de Cuba. Sección de Ciencias Naturales, hasta su desaparición.
- Titular de la Academia de Ciencias de Cuba (durante dos mandatos).
- Consejo Consultivo Forestal del MINAGRI.
- Grupo de Expertos para las Áreas Verdes de la Capital.
- SSC/CBSG de la UICN para las palmas desde el 2001.
- Steerring Committee de la Caribbean Botanic Gardens Conservation Network, reelecta en 2002.
- Académica de Mérito de la ACC desde julio de 2002.
- Comisión de Expertos del nuevo Atlas Nacional de Cuba.
- Participación en Mesa Redonda sobre Biodiversidad en Cuba, Washington, febrero de 1992, auspiciada por la Johns Hopkins University y el Instituto Smithsoniano.

### Cargos
- Presidenta del Consejo Científico del Jardín Botánico Nacional.
- Copresidenta de la Comisión Nacional Científica “Flora de Cuba”.
- Vicepresidenta del Comité Organizador del V Congreso Latinoamericano de Botánica. La Habana, 1990.
- Coordinadora de la Red Nacional de Jardines Botánicos de Cuba (desde 1990).
- Presidenta de la Sociedad Cubana para la Protección del Medio Ambiente (ProNATURALEZA), 1993-1998.
- Presidenta del Grupo de Especialistas en Plantas Cubanas de SSC/UICN.

### Distinciones
- Sello Forjadores del Futuro, 1984.
- Premio por el trabajo más útil a la sociedad de la UH, 1984.
- Distinción Especial del Ministro del Mes, 1984.
- Medalla de la Alfabetización.
- Orden Carlos J. Finlay, 1991.
- Moneda Conmemorativa por el XXX Aniversario de la ACC, 1992.
- Medalla Por la Producción y la Defensa.
- Distinción Por la Educación Cubana.
- Medalla Rafael Ma. Mendive.
- Vanguardia Nacional del Sindicato de la Ciencia, 1994.
- Giraldilla de la Ciudad de La Habana.
- Medalla 40.º Aniversario de las FAR.
- Sello Conmemorativo XVIII Congreso de la CTC.
- Cuadro Destacado de la UH.
- Cuadro Destacado del Mes, 2001.
- La abreviatura «Leiva» se emplea para indicar a Ángela T. Leiva Sánchez como autoridad en la descripción y clasificación científica de los vegetales.[4]